# Baeckea
Baeckea là một chi thực vật có hoa trong họ sim Myrtaceae. Hầu hết các loài thuộc chi này, trừ một loài, là loài đặc hữu của Úc. Chúng là những cây bụi hoặc cây gỗ nhỏ có lá mọc đối nhau, hoa màu trắng đến hồng đậm với năm lá đài và năm cánh hoa, có từ 5 đến 15 nhị hoa ngắn hơn cánh hoa.

## Các loài
- Baeckea brevifolia (Rudge) DC. (N.S.W.)
- Baeckea diosmifolia Rudge – fringed baeckea (Qld., N.S.W.)
- Baeckea elderiana Pritz. (W.A.)
- Baeckea frutescens L. (S.E. Asia, New Guinea, Qld., N.S.W.)
- Baeckea gunniana S.Schauer ex Walp. – alpine baeckea (N.S.W., Vic., Tas.)
- Baeckea imbricata (Gaertn.) Druce – heath myrtle (Qld., N.S.W.)
- Baeckea kandos A.R.Bean (N.S.W.)
- Baeckea latifolia (Benth.) A.R.Bean (N.S.W., Vic.)
- Baeckea leptocaulis Hook.f. (Tas.)
- Baeckea leptophylla (Turcz.) Domin (W.A.)
- Baeckea linifolia Rudge – swamp baeckea, weeping baeckea, flax-leaf heath myrtle (Qld., N.S.W., Vic.)
- Baeckea muricata C.A.Gardner (W.A.)
- Baeckea omissa A.R.Bean (Qld., N.S.W.)
- Baeckea pentagonantha F.Muell. (W.A.)
- Baeckea robusta F.Muell. (W.A.)
- Baeckea staminosa Pritz. (W.A.)
- Baeckea subcuneata F.Muell. (W.A.)
- Baeckea trapeza A.R.Bean (Qld.)
- Baeckea utilis F.Muell. ex Miq. – mountain baeckea (N.S.W., A.C.T., Vic.)